# 合肥四姐妹

《合肥四姐妹》英文版封面

《合肥四姐妹》，美籍华人金安平博士作著，书中描述了張武齡的四个女儿张元和、张允和、张兆和、张充和的人生历程，回顾她们过去的人生历程与相应的历史背景。

## 内容
張武齡的祖父是晚清重臣、淮军将领张树声，合肥张家是安徽的几大家族之一。張武齡是民初開明教育家，創辦樂益女中，妻子陸英。四姐妹出身在富裕且有权势的家庭。
- 张元和

张元和（1907年－2003年），四姊妹中的大姐，生在合肥，十歲遷居蘇州。喜好崑曲，幼年得到尤彩雲的親授。張元和嫁崑曲名家顧傳玠。1965年，顧傳玠病逝，元和移居美國。
- 张允和

张允和（1909年－2002年），昆曲研究家，丈夫是中国语言文字学家周有光。
- 张兆和

張兆和（1910年－2003年），中國現代女作家，沈從文的妻子，著有《湖畔》等小說傳世。
- 张充和

张充和（1914年－2015年），四姐妹中排行最幼，出生于上海。充和工詩詞，能繪畫，通音律。在北京大學擔任崑曲和書法教師時，嫁“老實、靠得住”的德裔美籍漢學家傅漢思。婚後在美國加州大學圖書館工作，後來到耶魯大學藝術系教書法。

## 出版信息
- 英文版：, , Scribner Book Company, January 2004. ISBN 0-7432-4466-4
- 中文版：金安平，《合肥四姐妹》，郑至慧译。时报文化，2005年出版。 ISBN 9571343579